# Platymiscium stipulare
Platymiscium stipulare är en ärtväxtart som beskrevs av George Bentham. Platymiscium stipulare ingår i släktet Platymiscium och familjen ärtväxter. Inga underarter finns listade i Catalogue of Life.

## Bildgalleri

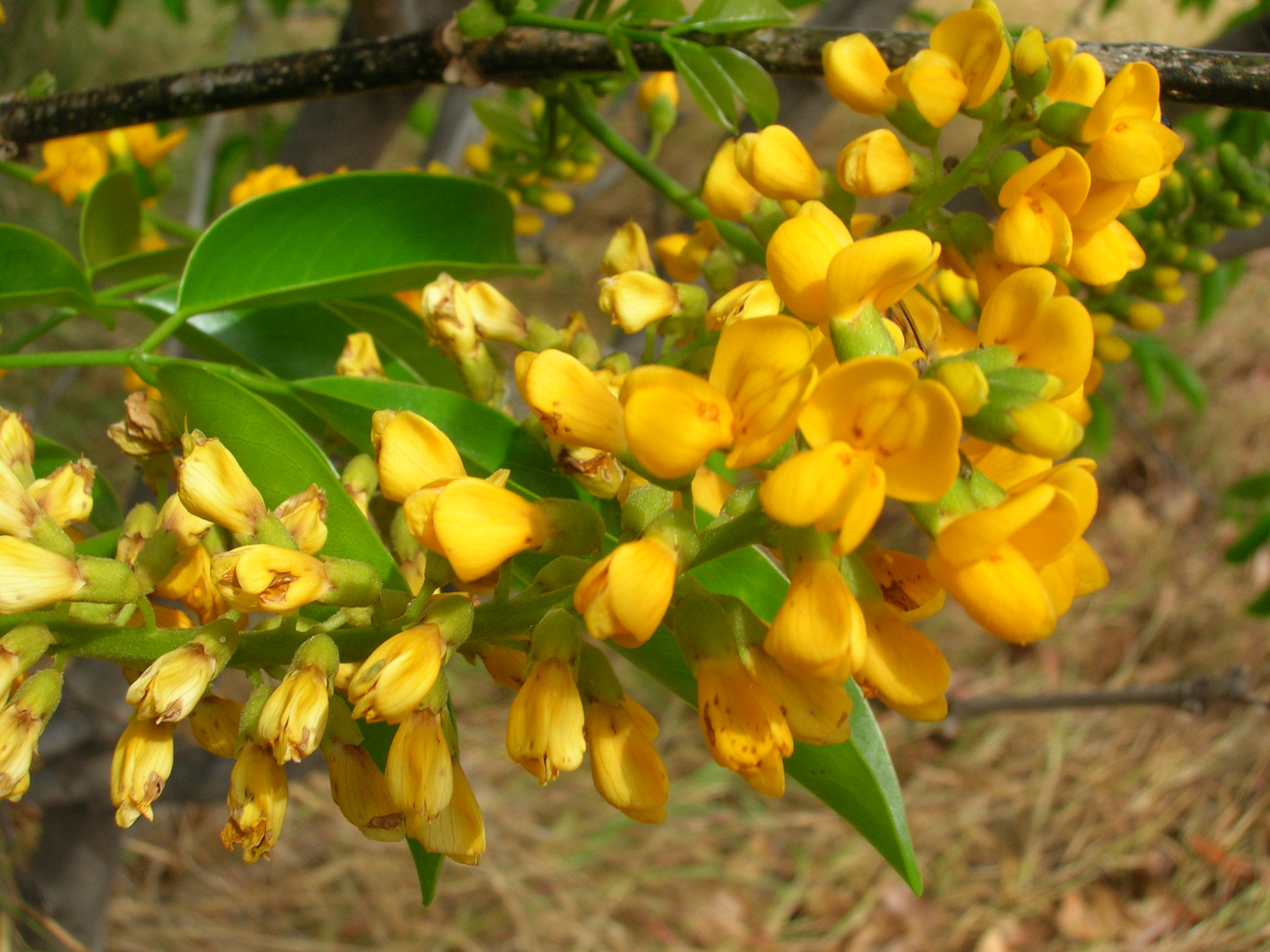
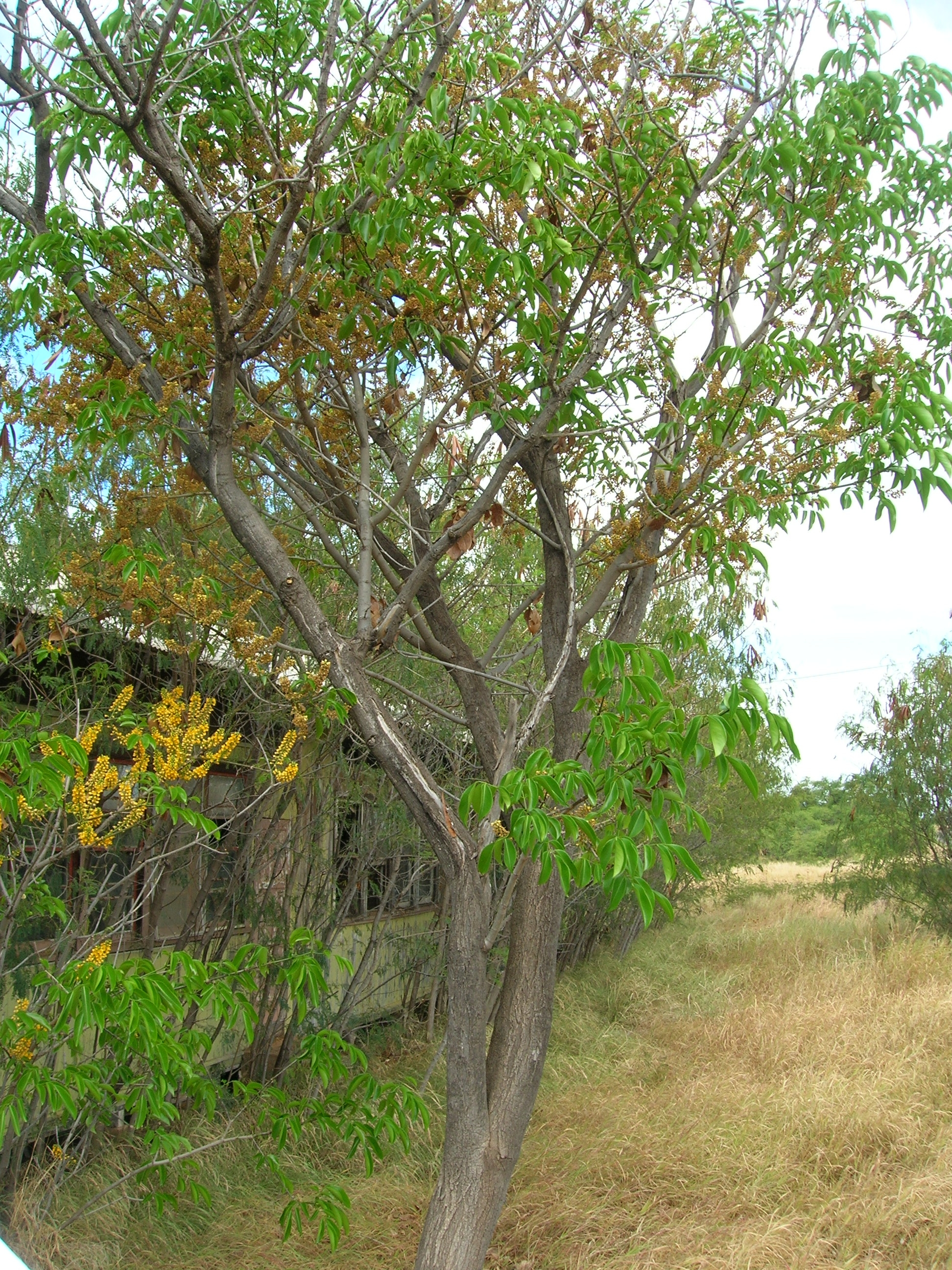
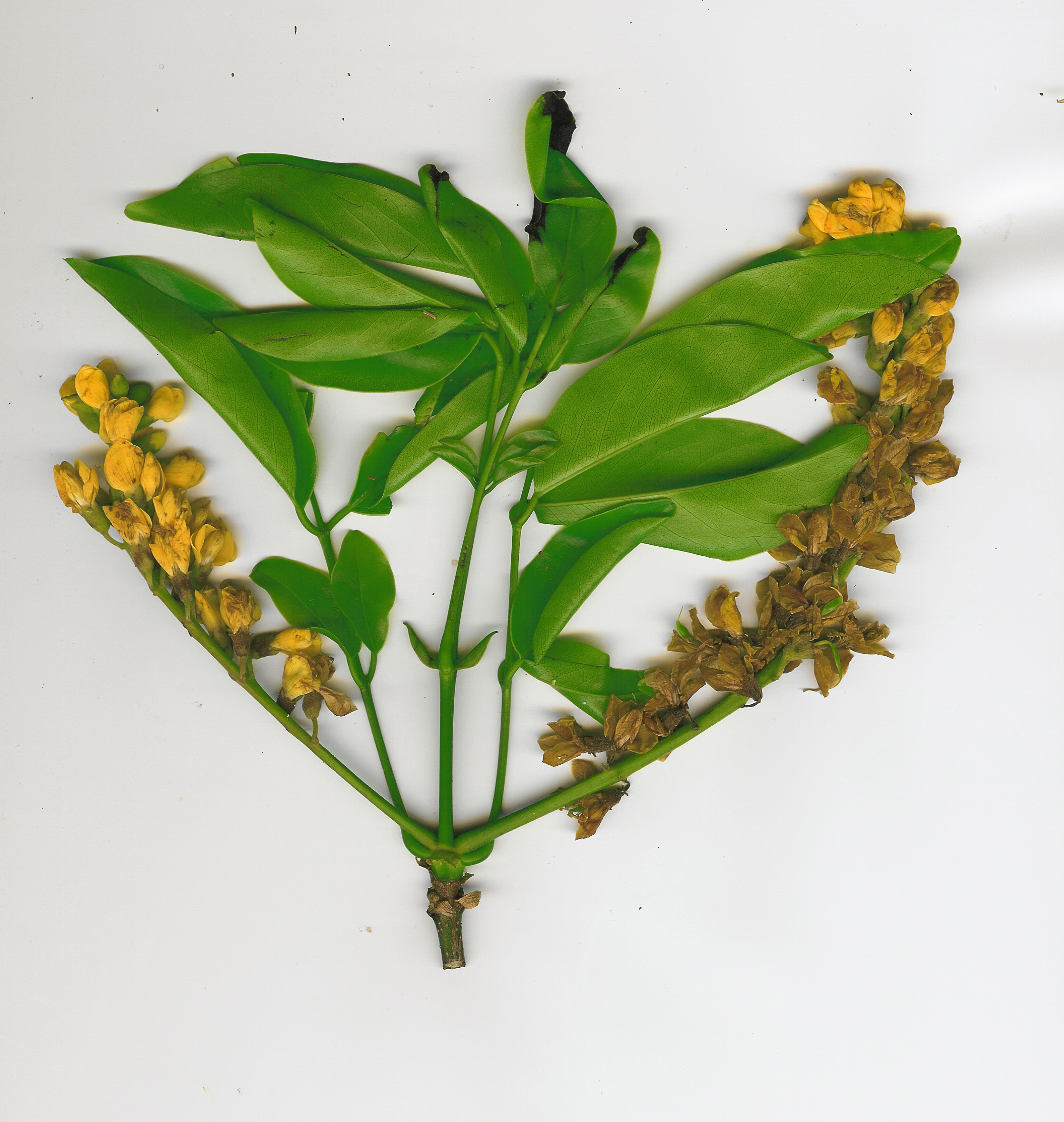